# Cuetzala del Progreso
Cuetzala del Progreso es una localidad del estado mexicano de Guerrero, cabecera del municipio homónimo. 

## Toponimia
El nombre Cuetzala proviene del náhuatl tiene dos interpretaciones. Una de ellas señala que deriva de la palabra quetzalla, que se traduce como “agua que sale de la tierra”. En coincidencia con esta interpretación, el Gran Diccionario Náhuatl indica que la palabra quetzalatl significa «fuente o río [de quetzal]»,
La segunda interpretación señala que el nombre Cuetzala deriva de la palabra quetzal, que se traduce como “pájaro de plumas bellas”.

## Geografía
La localidad está ubicada en la posición 18°08′03″N 99°49′53″O / 18.13417, -99.83139, a una altitud de 1119 m s. n. m.
Según la clasificación climática de Köppen, el clima corresponde al tipo Aw - Tropical seco.

## Demografía
El censo de población de 2022 registró que la localidad tiene una población de 2282 habitantes lo que representa un decrecimiento promedio de -1.16% anual en el período 2010-2020 sobre la base de los 2319 habitantes registrados en el censo anterior. Ocupa una superficie de 1.310 km², lo que determina al año 2020 una densidad de 1741 hab/km².
| Gráfica de evolución demográfica de Cuetzala del Progreso entre 2000 y 2020 |
|                                                                             |
| Fuente: Instituto Nacional de Estadística Geografía e Informática           |

En el año 2010 estaba clasificada como una localidad de grado alto de vulnerabilidad social.
La población de Cuetzala del Progreso está mayoritariamente alfabetizada (9.77% de personas analfabetas al año 2020) con un grado de escolarización en torno de los 7 años. Solo el 0.13% de la población es indígena.